# I Want What I Want (1972)
I Want What I Want ist ein britisches Filmdrama aus dem Jahr 1972. Der Regisseur John Dexter inszenierte das Transsexuellendrama nach dem Roman I want what I want: a novel. von Geoff Brown, der 1966 veröffentlicht wurde.

## Handlung
Die Hauptcharakter des Films, Roy Clark, hier noch als männlicher, anzugtragender junger Angestellter einer Immobilienfirma, Spross einer angesehenen Offiziersfamilie, ist durchweg fasziniert von weiblicher Kleidung und bleibt vor jedem Modegeschäft sehnsuchtsvoll stehen. Eines Tages legt Roy die Kleidung seiner Schwester wie auch seiner verstorbenen Mutter an, schminkt sich und schaut fern, als sein gestrenger Vater nach Hause kommt und ihn als Frau überrascht. Sofort folgt ein fürchterlicher Streit, bei dem auch Ohrfeigen und Bezugnahmen zur Zeit des Nationalsozialismus fallen. Er bietet hierbei seinem „Sohn“ an, die Kosten für eine „Heilung“ zu übernehmen. Empört und verletzt flieht Roy aus dem Haus.
In einem Hotelzimmer findet sie erste Zuflucht und bestellt sich recht bald eigene Damenunterwäsche und aufwendige Frauenkleider. Hierbei achtet sie auf eine besonders feminine Auswahl, da ihr, wie sie später zu ihrer Schwester sagen wird, die Kleidung moderner Frauen eher als Männerkleidung erscheint. Mit dem selbstgewählten Namen Wendy Ross, den sie unablässig vor dem Spiegel, nebst ersten Schritten auf Stöckelschuhen, einübt, geht sie kurz darauf in die Öffentlichkeit. Stets vermeint sie entlarvende Blicke zu erkennen, wird jedoch recht bald selbstbewusster und sucht sich eine eigene kleine Dachwohnung und lässt die Haare wachsen. Weder ihre Vermieter noch Freunde des Hauses ahnen von ihrem männlichen Körper. Zwischen Wendy und einem der Männer kommt es zu einer engeren Freundschaft, die Wendy zunächst irritiert, da sie als Roy nie Männerkontakte hatte und suchte. 
Um ihr neues Leben zu festigen, möchte sie gerne einer Arbeit nachgehen. Als die Arbeitsvermittlerin medizinische Untersuchungen verlangt, nimmt sie von der Arbeitssuche vorerst wieder Abstand. Sie besucht ihre Schwester, die, ähnlich ihrem gemeinsamen Vater, abweisend und kritisch reagiert. Nach und nach macht sie aber ihren Frieden mit dem veränderten Äußeren ihres, nunmehr selbstbewussten, „Bruders“. In einer Schlüsselszene bittet Wendy die Schwester ihrer einjährigen Tochter, nichts über ihre männliche Vergangenheit zu erzählen – die Nichte soll ihre Verwandte nur als Wendy kennen, die sie immer schon war.
Wendy sucht einen spezialisierten Arzt auf, der eine lange peinliche Untersuchung vornimmt, ihr aber Hoffnung auf eine geschlechtsangleichende Operation macht. 
Für die einzuplanende Zeitspanne einer vollständigen Transition von einem Jahr packt sie in ihrer Dachwohnung die Koffer, als ihr Freund eintritt und sich über ihre plötzliche Abreise verärgert zeigt. Sie gesteht ihm zwar ihre Liebe zu ihm, erbittet aber Zeit. Als er sie leidenschaftlich küsst, bemerkt er ihren männlichen Körper und schlägt sie aus Wut nieder. In jeder Hinsicht verletzt, nimmt sie eine Spiegelscherbe und will ihren Penis abschneiden. Sie sinkt ohnmächtig zu Boden. Als sie wieder in einem Krankenhausbett aufwacht, kommt ein Arzt und teilt ihr mit, dass die geschlechtsangleichende Operation (bei der sie offenbar auch Brüste erhielt) erfolgreich verlaufen ist. Stolz nimmt sie in der letzten Szene ihren britischen Pass in die Hand, der auf den Namen Wendy Ross ausgestellt ist.

## Rezeption
Die britische Autorin und Transaktivistin Kuchenga bemerkt, dass die Protagonistin ihre Werdung weitgehend alleine als isolierte Erfahrung betrachtet wie auch gestaltet, und hält dies für eine besonders anschauliche Form der Selbstbefreiung.
Die deutsche LGBT-Aktivistin Julia Monro beschreibt im Onlinemagazin Queer.de den Film als überraschend sanfte und respektvolle Geschichte einer Transition. Sie bedauert jedoch, dass die Hauptrolle nicht von einer richtigen Trans*Person gespielt wurde, und vermutet zudem in dem übertriebenen Make-up der Hauptfigur eine erkennbare Sehnsuchtsbotschaft.